# Steinach, Straubing-Bogen
Steinach là một đô thị trong huyện Straubing-Bogen bang Bayern, Đức.